# Regatul Afganistanului
Regatul Afganistanului (în paștună: د افغانستان شاهي دولت, Dǝ Afġānistān Šahi Dawlat; în persană پادشاهی افغانستان, transliterat: Pādešāhī-ye Afġānistān) a fost un stat localizat în Asia, care a existat între 1926 și 1973, fiind condus de către dinastia Barakzai.

## Geografie
Regatul Afganistanului se învecina în anul 1926 cu 4 țări: Uniunea Sovietică la Nord, China la Nord-Est, India Britanică la Sud-Est, și cu Iran la Vest. În anul 1947, Pakistanul și-a dobândit independența față de Imperiul Britanic, devenind vecin la Sud-Est cu Afganistanul.